# دييغو رايولفو
دييغو رايولفو (بالإسبانية: Diego Riolfo)‏ (8 يناير 1990 بمونتفيدو في الأوروغواي - ) هو لاعب كرة قدم أوروغواني في مركز الهجوم. لعب مع ريكرياتيفو ومونتيفيديو واندررز وسنترال إسبانيول.

## روابط خارجية
- دييغو رايولفو على موقع إي إس بي إن إف سي (الإنجليزية)
- دييغو رايولفو على موقع قاعدة بيانات كرة القدم.إي يو (الإنجليزية)
- دييغو رايولفو على موقع Soccerway.com (الإنجليزية)